# ميكو مانينين
ميكو مانينين (بالفنلندية: Mikko Manninen)‏ هو لاعب كرة قدم ومدرب كرة قدم فنلندي في مركز نصف الجناح، ولد في 25 مايو 1985 في يوفاسكولا في فنلندا. شارك مع منتخب فنلندا لكرة القدم. أما مع النوادي، فقد لعب مع نادي توركو ونادي يوفاسكولا وهكا.

## وصلات خارجية
- ميكو مانينين على موقع قاعدة بيانات كرة القدم.إي يو (الإنجليزية)
- ميكو مانينين على موقع ناشيونال فوتبول تيمز (الإنجليزية)
- ميكو مانينين على موقع Soccerway.com (الإنجليزية)
- ميكو مانينين على موقع عالم كرة القدم.نت (الإنجليزية)